# Pteroglossus inscriptus
Pteroglossus inscriptus е вид птица от семейство Туканови (Ramphastidae). Среща се в Боливия, Бразилия, Колумбия, Еквадор и Перу.
Това е един от дребните видове тукани, с тегло 130 g и дължина 29 cm.

## Разпространение
Видът е разпространен в Боливия и Бразилия.